# Dániel Pécsi
Dániel Pécsi (Túrkeve, 1895) was een Hongaarse tafeltennisser. 

## Belangrijkste resultaten
- Goud op de wereldkampioenschappen (dubbel) met Roland Jacobi in 1926
- Goud met het landenteam op de wereldkampioenschappen in 1926
- Goud met het landenteam op de wereldkampioenschappen in 1928
- Zilver op de wereldkampioenschappen (gemengddubbel) met Erika Metzger in 1928